# Tom Bromilow
Thomas George Bromilow, detto Tom (Liverpool, 7 ottobre 1894 – Nuneaton, 4 marzo 1959), è stato un allenatore di calcio e calciatore inglese, di ruolo centrocampista.

## Caratteristiche tecniche
Centrocampista sinistro abile nel contrasti e nella costruzione del gioco, Bromilow era considerato il “cervello” della squadra.

## Carriera

### Club
Ha giocato tutta la sua carriera nel Liverpool, segnando 11 reti in 341 partite.

### Nazionale
Con la Nazionale inglese ha giocato 5 partite.

### Allenatore
Ha allenato Burnley, Crystal Palace, Newport County e Leicester City.

## Palmarès

### Giocatore

#### Competizioni nazionali
- Campionato inglese: 2

Liverpool: 1921-1922, 1922-1923